# Hyles euphorbiae euphorbiae
Hyles euphorbiae euphorbiae é uma subespécie de insetos lepidópteros, mais especificamente de traças, pertencente à família Sphingidae.
A autoridade científica da subespécie é Linnaeus, tendo sido descrita no ano de 1758.
Trata-se de uma subespécie presente no território português.